# EMD F59PH
EMD F59PH는 미국의 기관차 제조사인 제너럴 일렉트릭과 일렉트로 모티브 디젤에서 제작한 열차로, 모델은 아래과 같다.

## F59PH
F59PH(영어: EMD F59PH)는 미국 제너럴 일렉트릭과 일렉트로 모티브 디젤에서 개발한 디젤 및 전기 기관차로, 1988년부터 1994년까지 83대가 생산되었다.

## 운용 업체

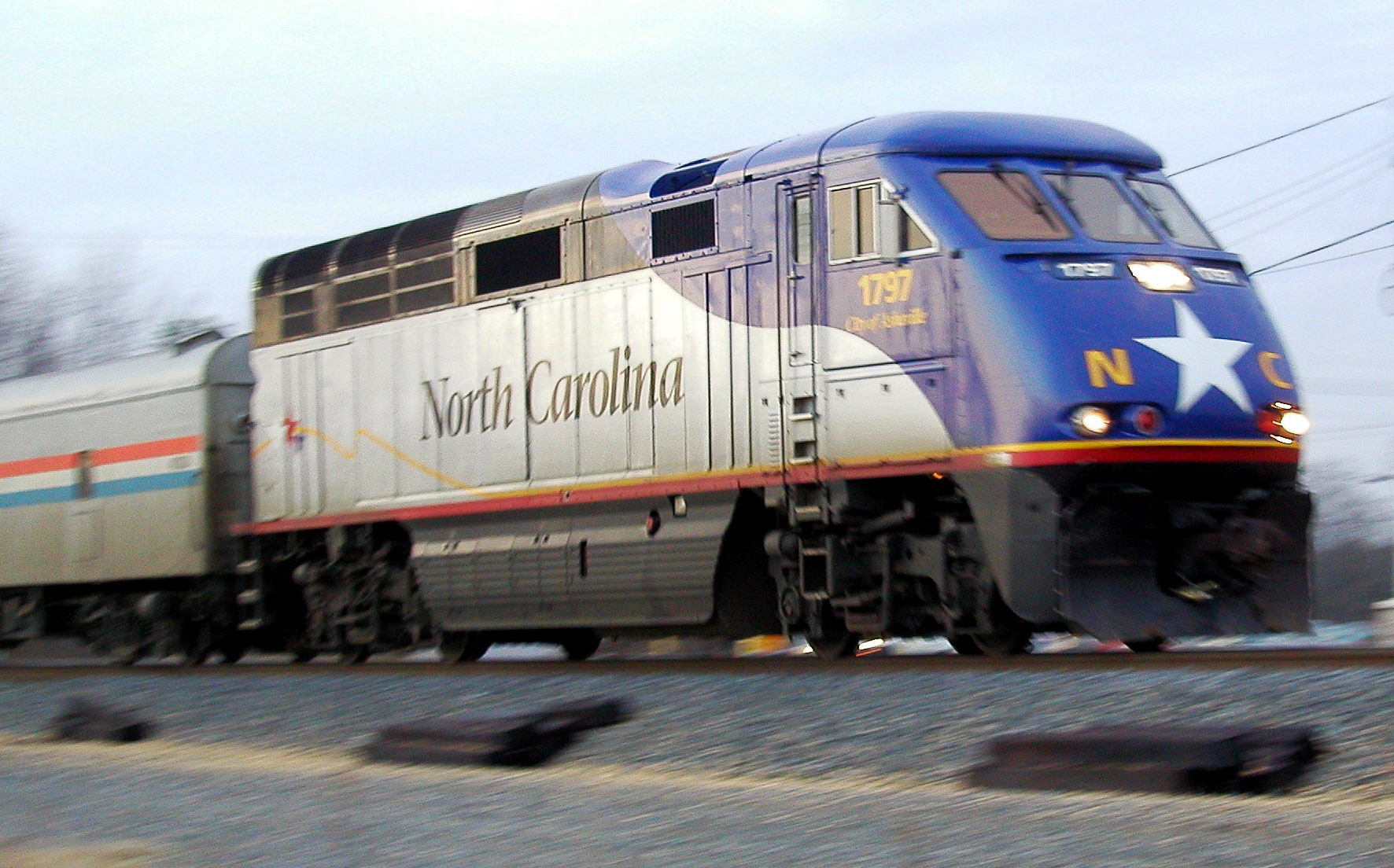
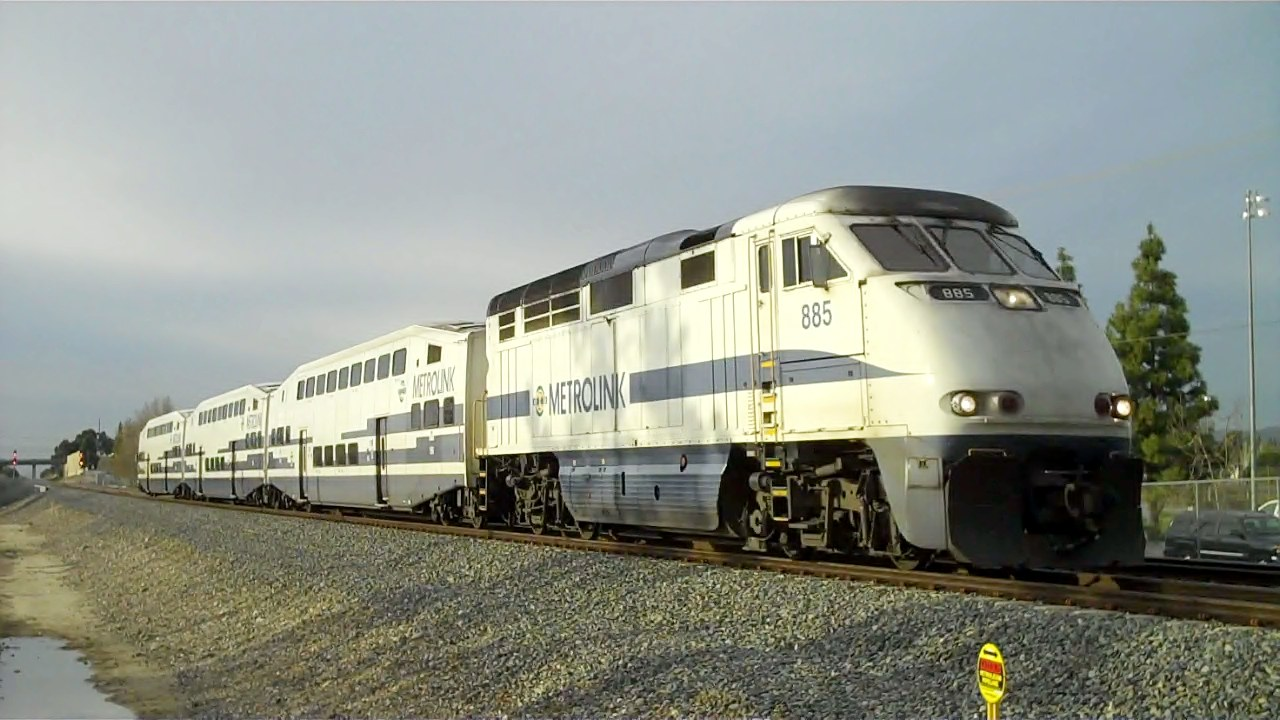
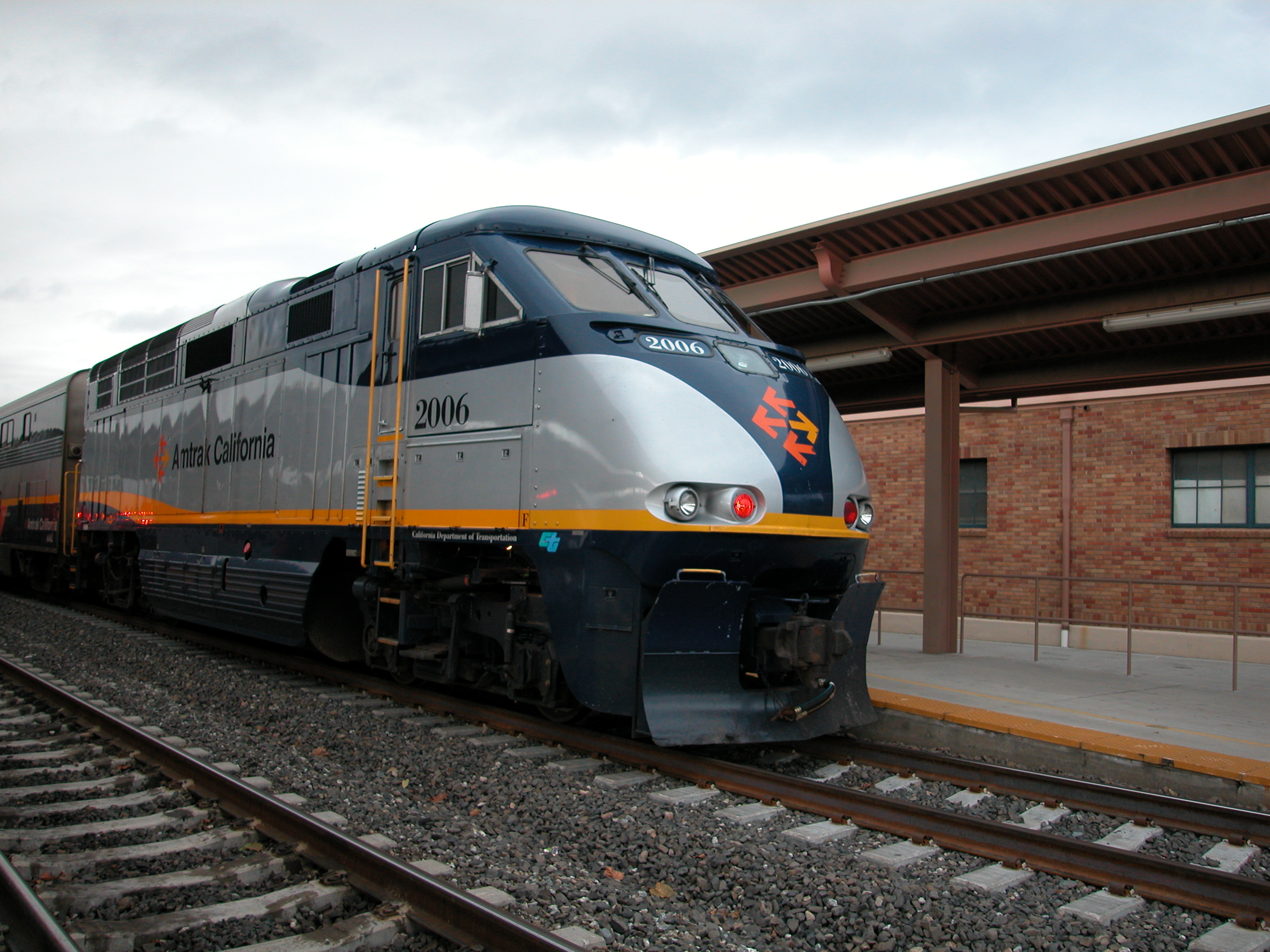
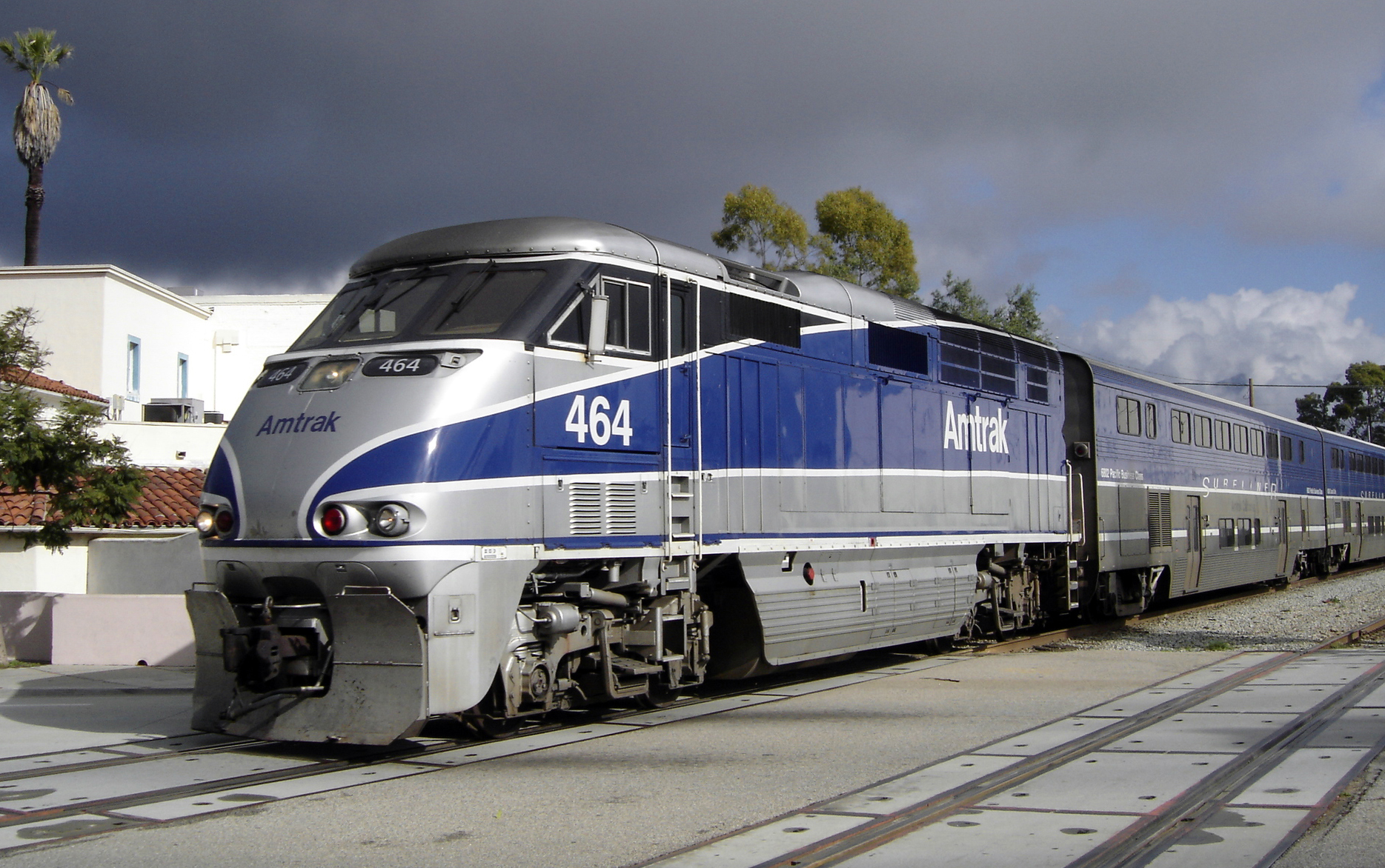

- 메트로링크
- 노스캐롤라이나 디파트먼트 오브 트랜스포테이션

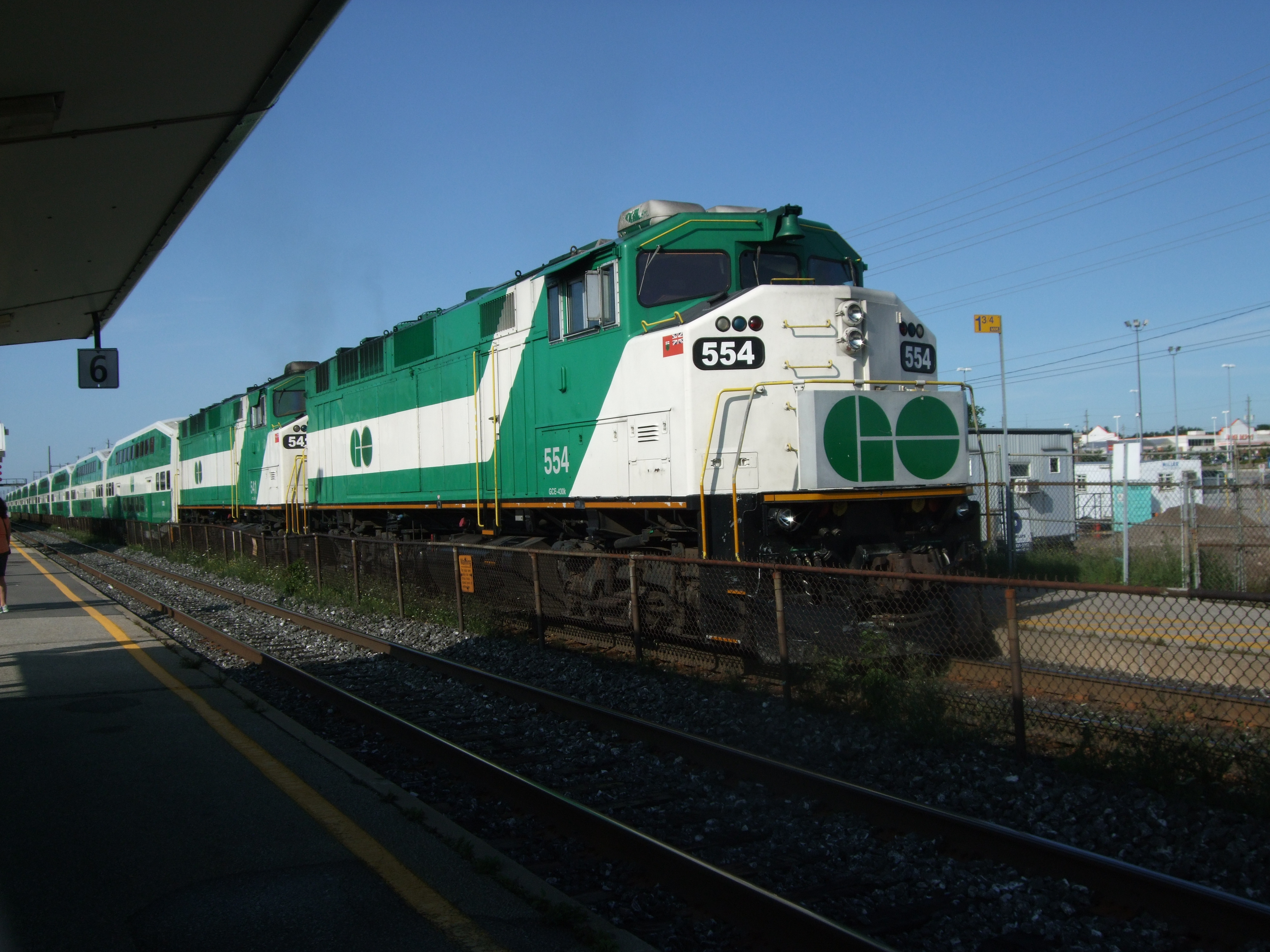
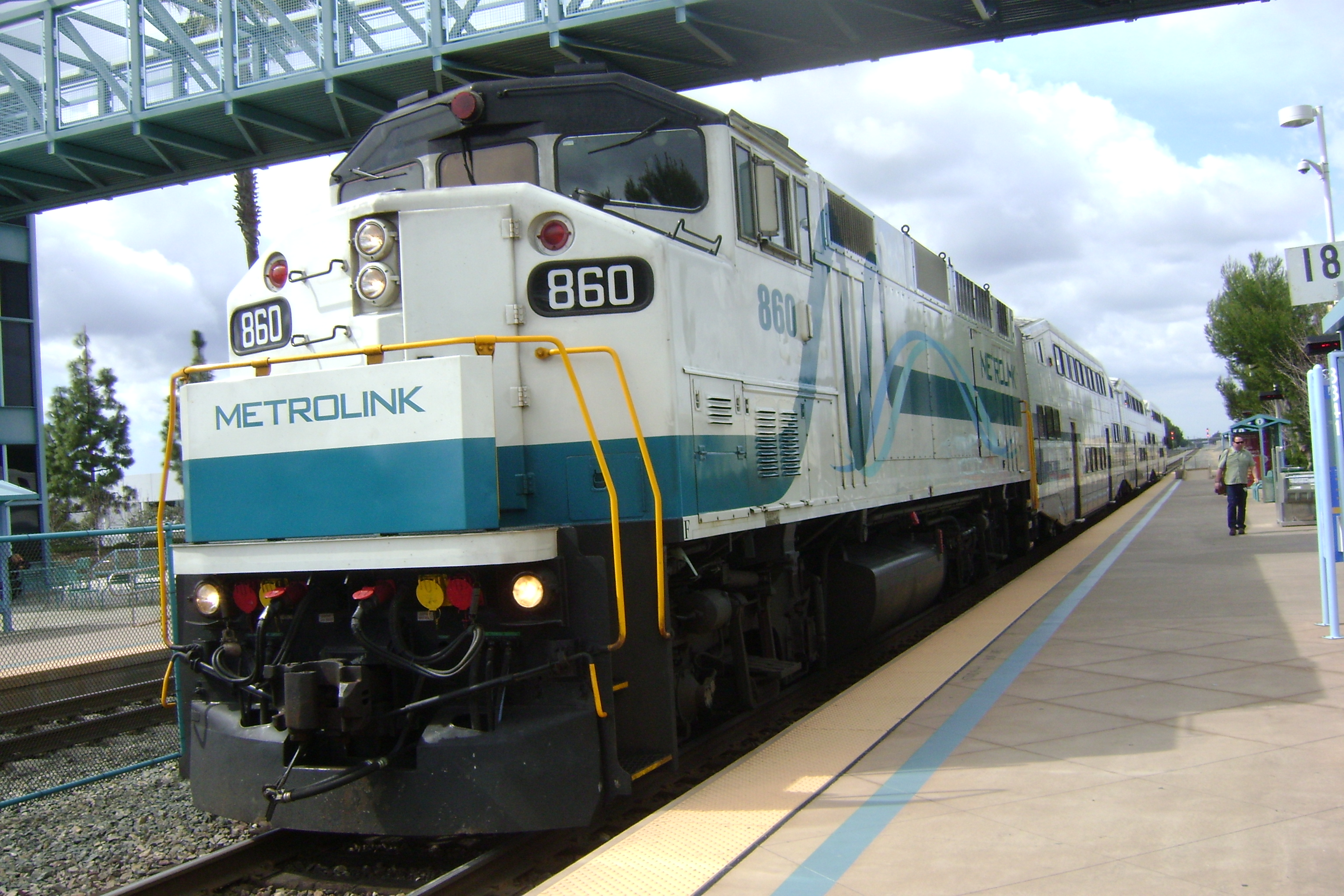
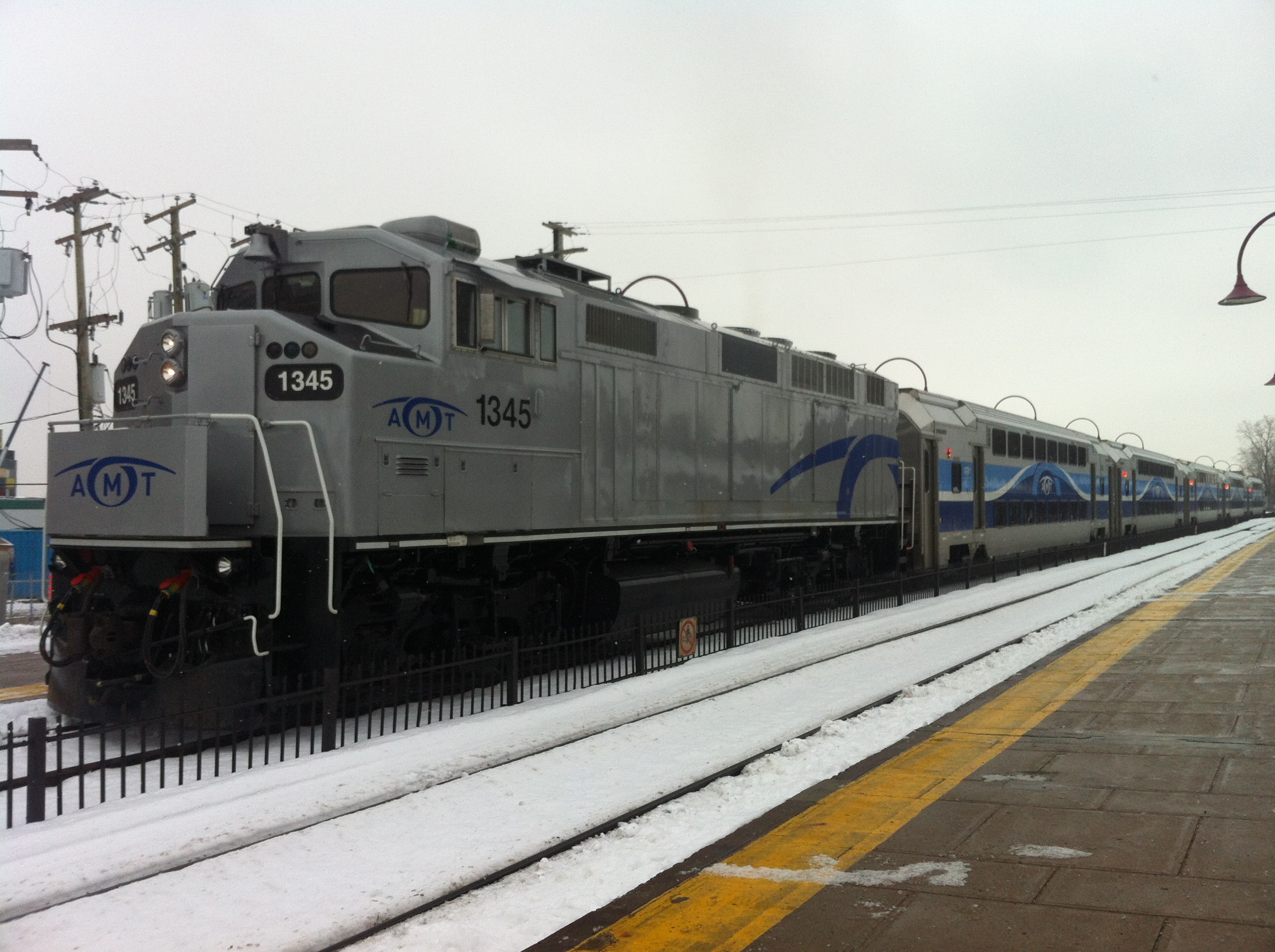
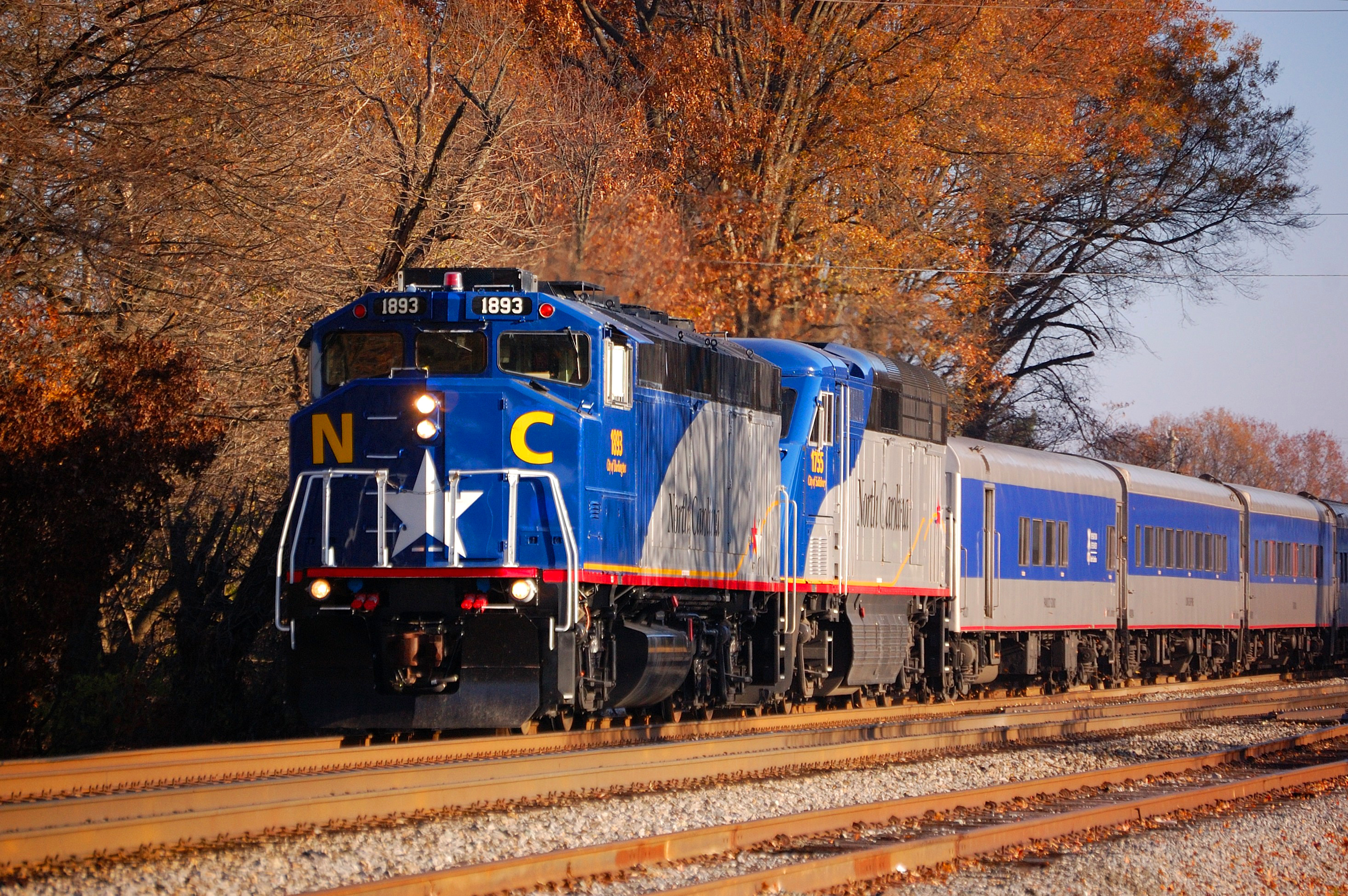

- 트리니티 레일웨이 익스프레스
- 메트라
- 고 트랜싯
- RB 레일웨이 그룹
- 아바스 메트호뽈리딴 드 트랜스포트

## F59PHI
F59PHI(영어: EMD F59PHI)는 미국 제너럴 일렉트릭과 일렉트로 모티브 디젤에서 개발한 디젤 및 전기 기관차로, EMD F59PH 후속 기종으로 1994년부터 2001년까지 생산되었다.

## 운용 업체
- 메트로링크
- 노스 카운티 트랜짓 디스트릭트
- 사운드 트랜짓
- 웨스트 코스트 익스프레스
- 암트랙
  - 암트랙 캘리포니아
- 아바스 메트호뽈리딴 드 트랜스포트